# Loxacypraea
Loxacypraea is een uitgestorven geslacht van weekdieren uit de klasse van de Gastropoda (slakken). Exemplaren van dit geslacht zijn slechts als fossiel bekend.

## Soorten
- Loxacypraea chilona (Dall, 1900) †
- Loxacypraea colligens (Sacco, 1894) †
- Loxacypraea emilyae (Dolin, 1991) †
- Loxacypraea genei (Michelotti, 1847) †
- Loxacypraea orbignyana (Grateloup, 1846) †
- Loxacypraea plumbea Dolin, 2015 †
- Loxacypraea testudinea Dolin, 2015 †
- Loxacypraea utricula Dolin, 2015 †